# Isola Dal'nij (Mare di Kara)
L'isola Dal'nij (in russo Остров Дальний, in italiano "isola lontana") è un'isola russa dell'arcipelago di Novaja Zemlja ed è bagnata dal mare di Kara.
Amministrativamente appartiene al circondario urbano (gorodskoj okrug) della Novaja Zemlja, uno degli 8 dell'oblast' di Arcangelo, nel Circondario federale nordoccidentale.

## Geografia
L'isola è situata lungo la costa orientale dell'isola Severnyj, nel golfo di Haug (залив Ога, zaliv Oga), a 860 m dalla costa nord-orientale del golfo. A 260 m dalla sua estremità meridionale ci sono due scogli senza nome. Dal'nij si trova a nord-est dell'isola Promyslovyj.
L'isola ha una forma allungata, si sviluppa da nord a sud per circa 1,25 km, è piatta con coste ripide e rocciose. Non ci sono laghi e corsi d'acqua e la vegetazione è scarsa.

## Isole adiacenti
- Isola Promyslovyj (Остров Промысловый).
- Isola Šapka (Остров Шапка, "isola berretto"),[3]  la più settentrionale e più piccola delle tre isole a est di Promyslovyj. (74°33′28.34″N 59°21′24.46″E).